# تل سيد فخر احمد (سبيدار)
تل سید فخر احمد (بالفارسية: تل سیدفخراحمد) هي قرية تقع في إيران في قسم سبیدار الريفي. يقدر عدد سكانها بـ 117 نسمة بحسب إحصاء 2016.